# Manoir de la Baronnie-de-Portneuf
Le manoir de la Baronnie-de-Portneuf est une ancienne demeure seigneuriale située à Portneuf. Elle a été construite à l'origine comme maison de ferme entre 1761 et 1789. En 1845, elle devient la propriété d'Edward Hale, seigneur emphytéote de la baronnie de Portneuf entre 1826 et 1851. Outre ce dernier, elle est habitée entre 1885 et 1929 par Joséphine Sandfield Macdonald, fille de John Sandfield Macdonald, premier ministre du Canada-Uni entre 1862 à 1864 et de l'Ontario de 1867 à 1871. Elle est le seul manoir d'une baronnie érigé sous le régime français à subsister de nos jours et un des rares exemples de manoirs en bois. Il a été cité comme immeuble patrimonial en 1998 par la ville de Portneuf. Il est reconnu comme bien patrimonial en 2015 par le ministère de la Culture et des Communications. Il devient classé en 2012 lors de la mise en vigueur de la Loi sur le patrimoine culturel.

## Histoire
La seigneurie de Portneuf est concédée en 1647. En 1681 elle devient baronnie lorsque René Robinau de Bécancour, premier grand voyer de la Nouvelle-France, est fait baron par Louis XIV. En 1744, la baronnie est vendue aux Ursulines de Québec. Ces dernières l'administrent avec l'aide d'agents seigneuriaux. En 1801, les Ursulines décident de louer la baronnie de Portneuf et la seigneurie de Sainte-Croix contre une rente annuelle à Mathew Macnider (en), un négociant de Québec et ancien député de Hampshire à la Chambre d'Assemblée du Bas-Canada. Ce bail lui accorde tous les privilèges seigneuriaux. En 1812, le bail est repris par la société Coltman and Hale, dont Edward Hale (en) était actionnaire. En 1826, à la suite de la mort de William Bacheler Coltman, il devient le seul seigneur emphytéote de la baronnie et de la seigneurie de Sainte-Croix. En 1851, les Ursulines vendent leur seigneurie à Angus McDonald, un négociant de Québec recommandé par Hale. Le régime seigneurial est aboli en 1854. 
La maison qui deviendra le manoir est construite entre 1762 et 1788 pour le censitaire Jacques-Alexis Delisle (1739-1814). En 1837, elle est habitée par le notaire Paul Bigué (1787-1846). En 1845, la maison change de rôle en devenant le manoir seigneurial quand  Edward Hale l'acquiert. En 1846, il fait agrandir le manoir vers l'est et  ajoute à la façade principale une galerie aux motifs Regency. C'est dans la nouvelle partie qu'il aménage son bureau et reçoit les censitaires. À la suite de l'abolition du régime seigneurial, Edward Hale continue d'habiter son manoir jusqu’en 1861, où il perçoit les arrérages de redevances seigneuriales. 
Entre 1885 et 1887, la maison est louée à Marie-Joséphine Sandfield Macdonald, fille de John Sandfield Macdonald, premier ministre du Canada-Uni entre 1862 et 1864 et de l'Ontario de 1867 à 1871. Elle est veuve de Jean Langlois, avocat et député à la Chambre des communes du Canada. En 1897, elle achète la demeure qu'elle habite jusqu'à sa mort en 1929. En 1906 et 1907 elle ajoute une annexe de deux étages à l'arrière du manoir, annexe maintenant disparue. Quant au décor de la galerie, il est progressivement enlevé. La maison est connue à cette époque sous le nom de manoir Langlois. Durant les années 1930 et 1940, le manoir est utilisé comme auberge. En 1955, il est divisé en trois logements. À la fin du XXe siècle, elle redevient une résidence unifamiliale et subit une restauration.
Le manoir est cité comme immeuble patrimonial le 8 juin 1998 par la ville de Portneuf. Le 23 juin 2005, le ministère de la Culture et des Communications le reconnait comme bien patrimonial. Comme tous les autres biens reconnus, il est devenu un immeuble patrimonial classé le 19 octobre 2012 à la suite de la mise en vigueur de la Loi sur le patrimoine culturel.